# Щодрув
Щодрув (пол. Szczodrów) — село в Польщі, у гміні Сицув Олесницького повіту Нижньосілезького воєводства.
Населення — 583 особи (2011).
У 1975-1998 роках село належало до Каліського воєводства.

## Демографія
Демографічна структура станом на 31 березня 2011 року:
|          | Загалом | Допрацездатний вік | Працездатний вік | Постпрацездатний вік |
| -------- | ------- | ------------------ | ---------------- | -------------------- |
| Чоловіки | 302     | 67                 | 207              | 28                   |
| Жінки    | 281     | 55                 | 169              | 57                   |
| Разом    | 583     | 122                | 376              | 85                   |